# 1994 في كازاخستان
فيما يلي قوائم الأحداث التي وقعت خلال عام 1994 في كازاخستان.

## رياضة
- 1 يناير – دوري كازاخستان الممتاز 1994 الفائز سبارتاك سيماي [الإنجليزية]‏.
- 1 يناير – كأس كازاخستان 1994 الفائز نادي فوستوك.

## مواليد

### مايو
- 24 مايو – ديماش كوداي بيرجن مغني كازاخي.

### أكتوبر
- 7 أكتوبر – إلميرا ابدرازاكوفا عارضة كازاخستانية.

## وفيات

### سبتمبر
- 25 سبتمبر – طحاوي أختانوف (مواليد 1923) مؤلف كازاخي.